# Triumph Speed Twin
La Speed Twin est une moto fabriquée par Triumph à Coventry puis à Meriden. Edward Turner, concepteur en chef et directeur général de Triumph, lança la Triumph Speed Twin au Salon national de la moto de 1937. C'était une moto 500 Twin parallèle OHV dans un cadre léger et le premier twin parallèle britannique à succès vraiment réussi, établissant la norme à suivre pour de nombreux bicylindres. Après la Seconde Guerre mondiale, la Speed Twin permit la survie de Triumph - et chaque grande marque britannique offrait un 500 twin conçu sur des lignes similaires à la Speed Twin. En 2019, Triumph présente un nouveau roadster 1 200 cm3 baptisé « Speed Twin ».

## Historique

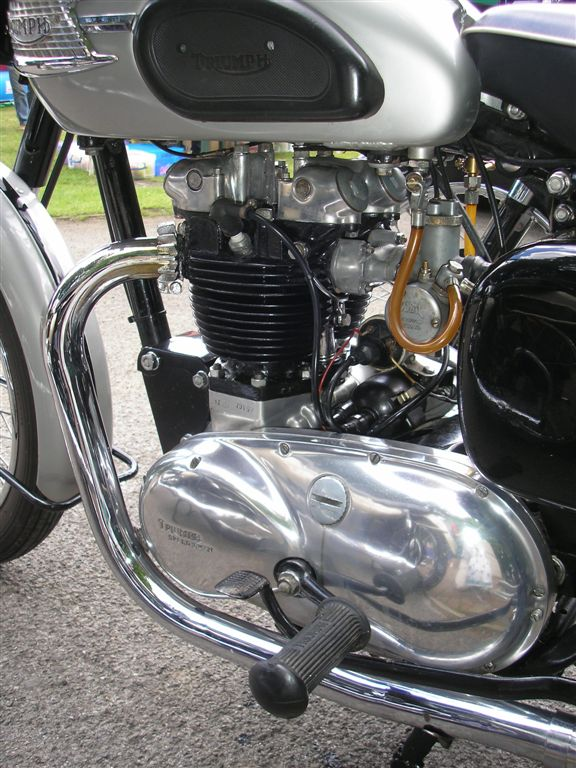
Côté gauche du moteur Speed Twin 1958.

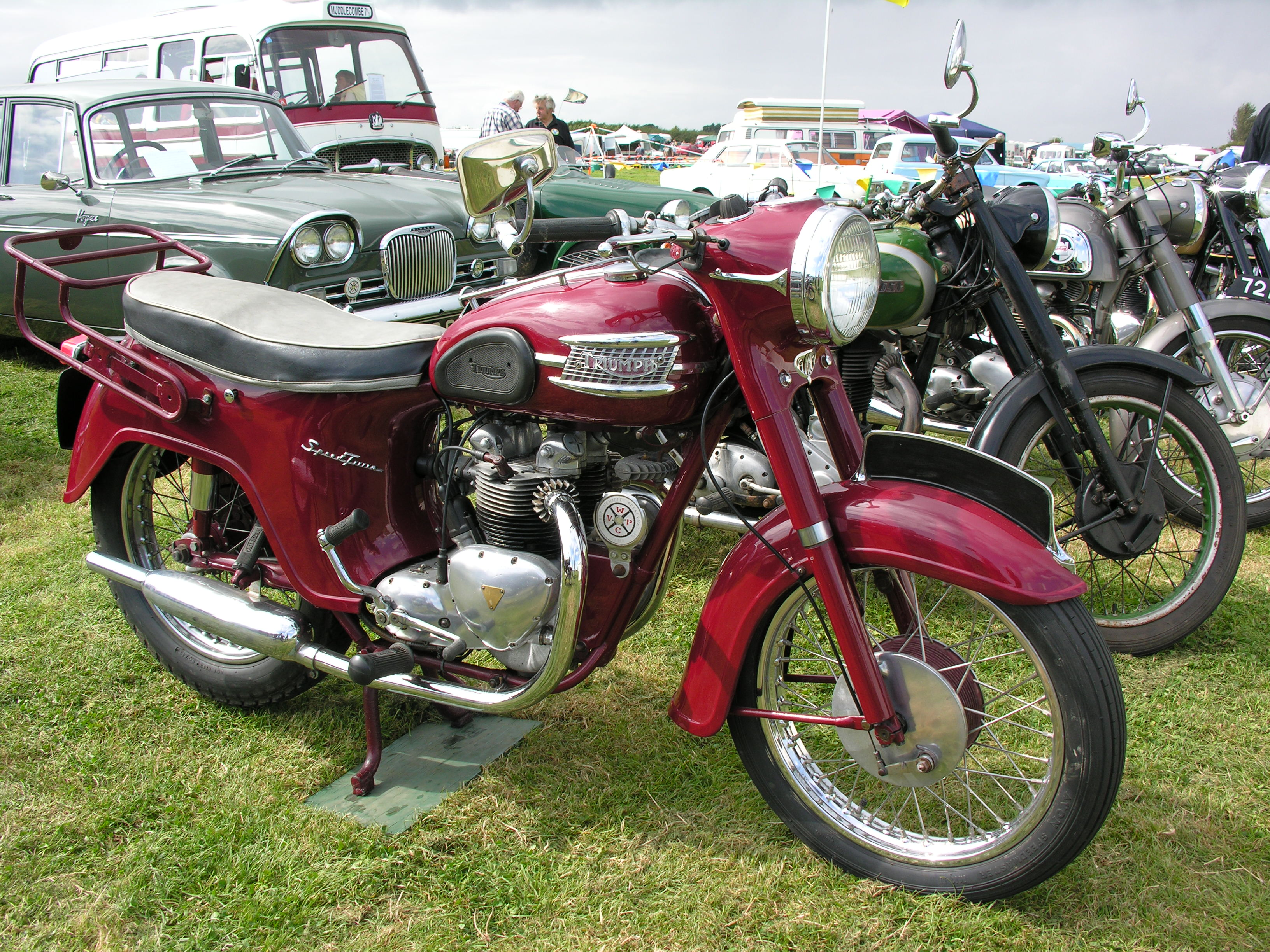
Le carénage arrière « Bathtub » et la nacelle de phare sur une Speed Twin 5TA de 1959.

Le twin Triumph d’Edward Turner constitua un tournant majeur pour l’industrie britannique de la moto, bien qu’un bicylindre parallèle de 500 cm3 de capacité moyenne ne fut pas révolutionnaire, le modèle 5T Speed Twin était plus léger que beaucoup de monocylindres contemporains avec beaucoup plus de puissance et de couple. Les premiers modèles étaient uniquement disponibles en rouge Amaranth avec des filets dorés peints à la main pour faire ressortir le chrome. Initialement le bloc-cylindres en métal monobloc était fixé à l'aide de six goujons, ce qui entraîna sa faiblesse. Ils furent donc remplacés par un élément à huit goujons. Les deux cylindres étaient alimentés par un seul carburateur Amal type 6 et de nombreuses caractéristiques, telles que la transmission et l'embrayage, provenaient directement des monocylindres Triumph. À l’origine équipée d'une fourche à poutre, la selle à ressort était la seule suspension arrière. La Speed Twin était dotée d’un cadre rigide, également issu de la ligne de production monocylindre de la marque. Dans la nuit du 14 novembre 1940, la majeure partie du centre-ville de Coventry fut détruite par des bombes allemandes. L'usine Triumph (qui travaillait à la commande de milliers d'instruments militaires 5T) fut complètement anéantie, faisant notamment disparaître les dessins et plans originaux.

## Développement
Après la guerre, la reprise de Triumph à Meriden était due en grande partie à la Speed Twin, développée en 1946 avec une fourche télescopique et une suspension arrière à moyeu à ressort en option. La zone des projecteurs et des instruments fut simplifiée en 1949 avec une nacelle conçue par Turner, caractéristique conservée jusqu’à la fin du modèle. En 1953, la Speed Twin suscita une controverse parmi les motards britanniques traditionnels, le générateur et la magnéto étant remplacés par un alternateur Lucas et un système d'allumage par batterie/bobine. 
Le développement ultérieur du modèle 5TA de 1959 comprenait une construction unit et des changements de style incluant l'impopulaire carénage « Bathtub » (baignoire) qui devint de plus en plus discret avant de disparaître complètement pour la dernière année de production en 1966. 
Le moteur unit 500 poursuivit son développement dans la gamme parallèle Tiger 100 et se termina sur les modèles Tiger Daytona qui cessèrent d'être produits en 1973. 

## Modèle 2019
En 2019 Triumph fait renaître le nom Speed Twin sous la forme d’un roadster classique néo rétro. Basée sur le moteur bicylindre 1200 de la Thruxton cette moto reprend visuellement les éléments d'un roadster classique dépouillé avec un phare rond et une paire d’amortisseurs à l’arrière. La boucle arrière courte et le réservoir sont repris de la T120. 
Le châssis affiche une structure mixte avec sa boucle arrière et la partie supérieure tubulaire en acier. Boulonné sur cet élément, un double berceau en aluminium soutient le bicylindre de 1 200 cm3 simple ACT 8 soupapes équipé de couvre culasses en magnésium, qui délivre une puissance de 97 ch à 6 750 tr/min et 112 N m de couple à 4 950 tr/min. Le vilebrequin est calé à 270° et le taux de compression est de 11,0:1. L'embrayage assisté et allégé commande une boite à six rapports.
Au niveau du freinage, la moto est équipée d'étriers axiaux Brembo fixes à quatre pistons pinçant deux disques de 305 mm à l'avant et d'un disque flottant de 220 mm Nissin à deux pistons à l'arrière, le tout étant équipé de l'ABS. Cette Speed Twin pèse 196 kg à sec.